# Alsórajk
Alsórajk község Zala vármegyében, a Nagykanizsai járásban.

## Fekvése
A Zalai-dombságban, a Zalaapáti-háton, a Principális-csatorna völgyében fekszik a 75-ös főúton lévő Pacsa kisvárostól 8 km-re délre. A Pacsát Nagykanizsával összekötő 7527-es úton érhető el, akár menetrend szerinti autóbuszjárattal is. Vasúton is megközelíthető: a Szombathely–Nagykanizsa-vasútvonalon Felsőrajk vasútállomás alig több mint 2 km-re van Alsórajktól.

## Története
Alsórajk a 9. század környékén jöhetett létre. Régészeti leletekből arra lehet következtetni, hogy a mosaburgi fejedelemség idején egy kisebb szláv település állhatott a mai falu helyén, amelyen 1239-ben premontrei kolostor is létesült, de ennek a településnek első első fennmaradt írásos említése későbbről, 1247-ből való.
Jelentősebben valószínűleg csak a 15. században fejlődött Alsórajk; akkor már saját temploma is volt.
A 16. században a törökök ellen kisebb palánkvár is épült. Ezt először 1588-ban vették be a törökök, majd 1595-ben a szigeti bég ostromolta. 1600-ban ismét elfoglalták és lerombolták a településsel együtt.
Alsórajk az 1730-as évekig lakatlan maradt, de akkor hamar benépesült. 1748-ban már malom is épült a szőlőműveléssel is foglalkozó településen.
A 19. században viszonylag gazdag mezőgazdasági településnek számított, működő iskolája és híres szarvasmarha-állománya volt.
Az 1950-es évektől lassan kiépült az infrastruktúra, de kisebb méretű elvándorlás ezt a falut is sújtotta.

## Közélete

### Polgármesterei
- 1990–1994: Csiszár László (független)[3]
- 1994–1998: Bedő Ferenc (független)[4]
- 1998–1999: Zsuppán Csaba (független)[5]
- 1999–2002: Horváth Lajos (független)[6]
- 2002–2003: Horváth Lajos Gergely (független)[7]
- 2003–2006: Kovács András (független)[8]
- 2006–2010: Kovács András (független)[9]
- 2010–2014: Csiszár László Endre (független)[10]
- 2014–2019: Boros Attila (független)[11]
- 2019–2023: Marton Nóra Ibolya (független)[12]
- 2023–2024: Pallankiné Németh Judit (független)[13]
- 2024– : Pallankiné Németh Judit (független)[1]

A településen 1999. november 21-én időközi polgármester-választást tartottak, mert a korábbi polgármester szeptember 15-én lemondott. A következő önkormányzati ciklusban ugyancsak sor került egy időközi választásra, 2003. november 23-án, ennek oka szintén az egy évvel korábban megválasztott faluvezető lemondása volt.
Hasonló okból kellett időközi polgármester-választást tartani a községben 2023. július 9-én is: a 2023. április 17-én lemondott Marton Nóra Ibolya helyére Pallankiné Németh Juditot választották meg elsöprő többséggel.

## Népesség
A település népességének alakulása:
| Lakosok száma | 358  | 360  | 341  | 312  | 327  | 342  | 324  | 326  |
|               | 2013 | 2014 | 2015 | 2019 | 2021 | 2022 | 2023 | 2024 |

A 2011-es népszámlálás idején a nemzetiségi megoszlás a következő volt: magyar 96,3%, német 1,4%, cigány 1,4%. 94,3% római katolikusnak, 0,85% reformátusnak, 1,4% felekezeten kívülinek vallotta magát.
2022-ben a lakosság 93,6%-a vallotta magát magyarnak, 2,6% németnek, 0,9% cigánynak, 0,9% horvátnak, 0,6% lengyelnek, 0,3% ukránnak, 0,3% szlovénnek, 0,3% ruszinnak, 1,5% egyéb, nem hazai nemzetiségűnek (5,3% nem nyilatkozott; a kettős identitások miatt a végösszeg nagyobb lehet 100%-nál). Vallásuk szerint 55,3% volt római katolikus, 0,3% református, 0,3% evangélikus, 0,3% egyéb keresztény, 2% egyéb katolikus, 9,4% felekezeten kívüli (32,5% nem válaszolt).

## Nevezetességei
- A polgármesteri hivatal épülete
- Kisfaludi Strobl Zsigmond-emlékszoba[19][20]
- Limai Szent Róza-templom

## Híres szülöttei
- 1884. július 1-jén itt született Kisfaludi Strobl Zsigmond szobrász.
- 1953. szeptember 28-án itt született Bukovszki Jenőné Boros Piroska 25-szörös válogatott labdarúgó.